# Crossweeksung
Crossweeksung /the house of separation (?), / selo Delaware Indijanaca iz skupine Unami, koje se nekada nalazilo u današnjem okrugu Burlington u New Jerseyu, možda kod današnjeg Crosswick. David Brainerd utemeljio je tamo misiju 1745. godine, i posvetio se radu s Crosweek indijancima sve do svoje smrti. Isto i Crosswick, Crossweeckes, Crosweek. 